# Simplicixius trichophora
Simplicixius trichophora är en insektsart som först beskrevs av Melichar 1914.  Simplicixius trichophora ingår i släktet Simplicixius och familjen kilstritar. Inga underarter finns listade i Catalogue of Life.